# 포항 대성사 소장 금동여래좌상
포항 대성사 소장 금동여래좌상(浦項 大聖寺 所藏 金銅如來坐像)은 대한민국 경상북도 포항시 북구 용흥동, 대성사에 있는 조선시대의 불상이다. 2009년 4월 30일 경상북도의 유형문화재 제409호로 지정되었다.

## 개요
이 불상은 사명대사의 원불(願佛)이라 전하는 높이 9.5cm의 소형 금동여래좌상이다. 연화대좌 위에 편단우견의 대의를 입고 결가부좌하였으며, 왼손은 선정인, 오른손은 무릎 아래로 내려 촉지인을 결하고 있다. 대좌는 앙련과 복련이 연접한 2중의 연화좌인데 이는 고려시대 말에 유입된 라마교의 불상양식으로 이를 통해 제작연대를 추정해 볼 수 있다.
소규모의 불상이지만 안정적인 비례감을 지니고 있고, 손톱과 발가락, 연화좌 등 세부표현도 매우 치밀하게 이루어져 있다. 원만상일 뿐만 아니라 완형이며 보존상태도 양호하다.

## 참고 자료
- 포항 대성사 소장 금동여래좌상 - 국가유산청 국가유산포털